# Заліщицька трагедія
Заліщицька трагедія — знищення органами НКВС кількох сотень політичних в'язнів на залізничному мосту Кострижівка — Заліщики 4—5 липня (за іншими даними 7 липня) 1941 р.

## Передісторія
Напередодні німецько-радянської війни, внутрішні тюрми НКВС УРСР були переповнені в'язнями. Станом на початок червня 1941 року в розрахованих на 30753 особи в'язницях утримували 72768 людей. Тюрми Західної України також були сильно переповнені. Ці люди були заарештовані більшовицькими каральними органами в ході радянізації інкорпорованих до складу СРСР територій Галичини, Волині та Північної Буковини після «визвольних походів» Червоної армії в 1939—1940 роках.
23 червня 1941 р. нарком державної безпеки Всеволод Мєркулов видав наказ № 2445/М., в якому йшлося про терміновий облік усіх в'язнів у тюрмах та розподіл на тих, що підлягають депортації в концтабори ГУЛАГу, і тих, кого необхідно розстріляти.
Того ж дня вийшов наказ начальника тюремного управління НКВС УРСР капітана державної безпеки Філіппова, який зобов'язував евакуювати в'язнів. Згідно з «Планом евакуації», депортації з Львівської області передбачалося вивезти 23236 осіб, для чого необхідно було мати 778 залізничних вагонів. Однак блискавичний наступ німецьких військ, нестача транспорту та безлад поставили радянські каральні органи перед неможливістю реалізації плану.
Евакуацію ув'язнених вдалося провести тільки в окремих містах, однак більшість арештантів так і не дісталися до місць призначення.

## Трагедія
На початку липня з тактичних міркувань було зруйновано залізничний міст через Дністер. З обох боків мосту пригнали два ешелони з вагонами із в'язнями (14 вагонів — кожен із 50-70 людьми). Один з цих ешелонів містив арештантів Чортківської в'язниці, інший — Коломийської. Це були переважно хлопці та дівчата з Буковини, Львівщини, Тернопільщини та Івано-Франківщини.
НКВСівці облили вагони пальним, підпалили (за іншими даними підірвали) та скинули у річку. Береги Дністра тут дуже високі та стрімкі — ніхто не вижив. У молдовському містечку Вадул-луй-Воде у братській могилі поховано людей, тіла яких принесла стрімка течія Дністра. Їхні руки були зв'язані дротом.
Тернопільський краєзнавець і дослідник людських доль Єфрем Гасай виявив, що декільком студенткам з цих вагонів вдалося врятуватися.
Радянська пропаганда, як і в інших подібних випадках (див. Масові розстріли в'язнів НКВС), «повісила», цей злочин на нацистів. Та залишилося багато свідків, які бачили, що це скоїли більшовики.

## Пам'ять
Після проголошення незалежності України спеціальна комісія з розслідування цієї трагедії при Заліщицькій міській раді і організація «Меморіал» встановили: «На початку війни енкаведисти висадили в повітря залізничний міст і скинули у річку Дністер вагони з людьми».
Один з невтомних дослідників цих подій — вчитель-пенсіонер зі Слобідки Заліщицького району Антон Могилюк.
Зараз по обох берегах Дністра на місці трагедії стоять жертовні хрести, які нагадують про неї. Кожного року на початку липня люди вшановують біля цих хрестів пам'ять загиблих панахидою і поминальним словом.
7 липня 2016 року в 75-ту річницю трагедії пам'ять загиблих вшанували молебнем та покладанням квітів.